# 핵소 고지
《핵소 고지》(영어: Hacksaw Ridge)는 2016년 미국의 전기, 전쟁 영화이다. 미국과 호주에서 2016년 11월에 개봉한 영화이다. 2차 세계대전 당시 오키나와 전투에서 무기 없이 75명의 부상병을 구한 의무병 데스몬드 T. 도스에 대해 다루는 영화이다. 멜 깁슨 감독의 작품이며 앤드루 나이트와 로버트 솅컨이 각본 작업을 담당했다. 앤드류 가필드가 주인공 데스몬드 도스 병사 역을 맡았다.

## 줄거리
데스몬드 도스는 교회의 창문 넘어 차에 깔린 남자를 발견하고 병원으로 데려가 그의 목숨을 구한다. 남자를 지혈하기 위해 자신의 허리띠를 사용했던 도스는 병원에서 간호사 도로시 쉬트에게 허리띠를 부탁하다 도로시를 통해 헌혈을 하게 된다. 다음날 병원을 다시 찾은 도스는 도로시에게 헌혈을 부탁하나 2일 연속으로 피를 뽑을 수 없다는 말을 듣고 '바늘을 꽂은 뒤로 심작박동이 빨라졌어요. 당신을 생각하면 심장이 더 빨리 뛰어요'라고 말한다. 도스가 도로시와 함께 영화를 본 후, 집에서 가족들과 함께 저녁식사를 하던 중 형인 해롤드 도스가 군복을 입고 식탁에 앉는다. 아버지 톰 도스는 제1차 세계대전에 참전했던 자신의 죽은 친구 이야기를 하며 형 해롤드를 내쫓는다.
도로시와 함께 병원에 도착한 도스는, 다른 사람들이 군에 입대하는 상황에서 자신만 남을 수 없다며 도로시에게 군에 입대하여 의무병이 될 것이라는 의견을 전한다. 도로시는 도스의 입대를 만류하며 자신에게 부탁할 것이 뭐냐고 묻는다. 도스는 도로시에게 자신과 결혼해달라 말하고 도로시는 그의 청혼을 받아들인다.
도스는 군에 입대하여 잭슨 기지에 배치된다. 훈련을 받던 도스는 종교적 신념 때문에 소총을 거부한다. 그가 의무병으로 지원하니 총을 잡을 필요가 없는 것으로 알고 있다고 말한 것을 들은 중대장은 그를 제대시키려고 한다. 군의관은 그를 정신병으로 제대시키려고 하나 중대장에게 그의 면피사유가 정당하다는 이유로 정신병으로 제대시킬 수 없다고 말한다. 그의 소대를 담당하는 하웰 하사는 도스에게 불이익을 주고 도스가 속한 소대에 가혹한 훈련을 지시한다. 같은 소대원들에게 구타당한 도스를 본 하웰 하사는 그의 제대를 설득하지만 도스는 끝까지 남는다. 휴가날에 도로시와의 결혼식을 예정하고 있던 도스는 휴가는 필수 훈련을 이수한 병사들에게만 해당되는 것이라며 도스가 필수훈련을 받았다면 소총의 조작법을 알 것이라 말하고 도스에게 총을 명령한다. 그의 명령을 거부한 도스는 유치장에 수감된다. 유치장을 찾은 도로시는 도스에게 총을 들고 시늉이라도 해도 좋으니 당장이라도 마음을 바꿀 것을 조언한다.
군사재판에 회부된 도스는 자신의 죄를 인정하여 벌을 감형하는 양형거래를 거부한다. 결국 아버지가 사령관의 허락을 받은 서류를 제시하여 도스는 무기없이 의무병으로 전투에 참여하게 된다.

## 출연
- 앤드류 가필드 - 데스몬드 T. 도스
- 빈스 본 - 하웰 병장
- 샘 워싱턴 - 글로버 대장
- 루크 브레이시 - 스미티 라이커
- 휴고 위빙 - 톰 도스
- 라이언 코어 - 맨빌 중위
- 테리사 파머 - 도러시 슈트
- 레이첼 그리피스 - 버사 도스
- 리처드 록스버그 - 스텔저 대령
- 루크 페글러 - 밀트 "할리우드" 제인
- 리처드 파이러스 - 랜들 "티치" 풀러
- 벤 밍게이 - 그리스 놀런
- 피라스 디라니 - 비토 린넬리
- 제이컵 워너 - 제임스 피닉
- 고란 D. 클로이트 - 앤디 "구울" 워커
- 해리 그린우드 - 헨리 브라운
- 데이미언 톰린슨 - 랠프 모건
- 로버트 모건 - 생스턴 대령
- 너새니얼 부졸리치 - 해럴드 "핼" 도스